# Olga San Juan
Olga San Juan (16 de marzo de 1927-3 de enero de 2009) fue una actriz, bailarina y comediante nuyorriqueña, principalmente activa en películas de la década de 1940.

## Primeros años
San Juan fue bautizada en Brooklyn, Nueva York, de padres puertorriqueños. Cuando tenía 3 años, su familia se mudó a Puerto Rico y unos años más tarde se mudaron a Estados Unidos.

## Carrera
San Juan fue apodada "Puerto Rican Pepperpot" o "Beauty Siren" por cantar y bailar junto con Bing Crosby, Fred Astaire y muchos otros.
Después de que los cazatalentos la encontraron en el Copacabana en la ciudad de Nueva York, firmó un contrato con Paramount Pictures en 1943. En 1951, protagonizó en el Circuito de Broadway el musical de Lerner y Loewe Paint Your Wagon.

## Vida personal
San Juan se casó con el actor Edmond O'Brien. Se conocieron en un almuerzo publicitario para los Estudios Fox y se casaron en 1948. San Juan se retiró en la década de 1950 para criar a sus hijos. Tuvieron tres hijos: Brendan O'Brien, Maria O'Brien y Bridget O'Brien, O'Brien y San Juan estuvieron casados 28 años, hasta su divorcio en 1976.
La salud de San Juan comenzó a fallar después de un derrame cerebral en la década de 1970, murió el 3 de enero de 2009 de insuficiencia renal derivada de una enfermedad a los 81 años, en el Centro Médico Providence St. Joseph, en Burbank, California. Fue enterrada en el Cementerio de la Misión de San Fernando en Mission Hills (Los Ángeles).

## Filmografía
| Año  | Título                                 | Personaje                            | Observaciones |
| ---- | -------------------------------------- | ------------------------------------ | ------------- |
| 1943 | Caribbean Romance                      | Linda                                | Corto         |
| 1944 | Rainbow Island                         | Miki                                 |               |
| 1945 | Bombalera                              | Rose Perez 'La Bomba'                | Corto         |
| 1945 | Out of This World                      | Miembro del Cuarteto Glamourette     |               |
| 1945 | Duffy's Tavern                         | Gloria                               |               |
| 1945 | Hollywood Victory Caravan              | Ella misma                           | Corto         |
| 1945 | The Little Witch                       | Guadalupe, cantante de club nocturno | Corto         |
| 1946 | Blue Skies                             | Nita Nova                            |               |
| 1946 | Cross My Heart                         | Bailarina                            | Sin acreditar |
| 1947 | Variety Girl                           | Amber La Vonne                       |               |
| 1948 | Are You With It?                       | Vivian Reilly                        |               |
| 1948 | One Touch of Venus                     | Gloria                               |               |
| 1948 | The Countess of Monte Cristo           | Jenny Johnsen                        |               |
| 1949 | The Beautiful Blonde from Bashful Bend | Conchita                             |               |
| 1954 | The Barefoot Contessa                  | Papel menor                          | Sin acreditar |
| 1960 | The 3rd Voice                          | Prostituta rubia                     |               |